# ГЕС Вараждин
ГЕС Вараждин — гідроелектростанція на півночі Хорватії на річці Драва. Найвища серед станцій дравського каскаду на території Хорватії, знаходиться між ГЕС Формін (Словенія) та ГЕС Чаковець.
Під час будівництва станції, введеної в експлуатацію у 1975 році, річку перекрили бетонною греблею. Створений нею підпір призвів до появи витягнутого на 21 км сховища із об'ємом 2,8 млн м3, з якого вода відводиться у короткий дериваційний канал. На його середині розташована будівля машинного залу, після чого відпрацьована вода повертається до Драви. Всього при спорудженні комплексу ГЕС здійснили земляні роботи в обсязі 6,2 млн м3, використали 100 тис. м3 бетону та облаштували 615 тис. м2 асфальтового облицювання.
Машинний зал обладнано двома турбінами типу Каплан потужністю по 47 МВт, які працюють при напорі у 21,9 метра. На початку 2010-х років виробництво електроенергії на ГЕС Вараждин коливалось від 405 до 522 млн кВт-год.
У Вараждині розміщено диспетчерський центр, з якого керуються всі хорватські станції дравського каскаду.